# Communauté rurale de Dinguiraye (Diourbel)
Ne doit pas être confondu avec Communauté rurale de Dinguiraye (Kolda).
La communauté rurale de Dinguiraye (Diourbel) est une communauté rurale du Sénégal située à l'ouest du pays. 
Elle fait partie de l'arrondissement de Baba Garage, du département de Bambey et de la région de Diourbel.

## Population
Lors du dernier recensement (2002), la CR comptait 11 113 personnes et 1 058 ménages.